# Мюнхенська резиденція
Мюнхенська резиденція (нім. Münchner Residenz) — комплекс палацових споруд з внутрішніми подвір'ями в центрі Мюнхена, історична резиденція герцогів, курфюрстів та королів Баварії з династії Виттельсбахів. Резиденція є найбільшим палацом Німеччини та Європи, що знаходиться на території міста. Сьогодні на території резиденції функціонує музей (нім. Residenzmuseum) з кількома експозиціями. Музей складається зі 130 залів, де відвідувачі можуть ознайомитися з архітектурою, оздобленням залів палацу, витворами з колекцій мистецтва, та іншими коштовними експонатами, що у свій час належали баварським монархам.
Комплекс споруд складається з десятьох внутрішніх дворів та трьох основних частин — це Королівські покої (нім. Königsbau), що знаходяться поблизу Макс-Йозеф Платц (нім. Max-Joseph-Platz), Стара (або Максиміліанова) Резиденція (нім. Alte (Maximilianische) Residenz), розміщена в бік Резиденцштрассе (нім. Residenzstraße) і «будівля з парадними залами» — Фестзаальбау (нім. Festsaalbau), що орієнтована на двірцевий сад — Гофґартен (нім. Hofgarten). Крило Фестзаальбау після реконструкції Резиденції, що відбулася після Другої Світової війни також включає в себе Театр Кювільє (нім. Cuvilliés Theater), Геркулесову залу (нім. Herkulessaal), що зараз є основним місцем проведення концертів Симфонічного оркестру Баварського радіо, та палацова Церква Всіх Святих (нім. Allerheiligen-Hofkirche). Зі східного боку знаходяться монарші стайні(нім. Marstall), зі школою верхової їзди, а з 1809 року — замість стаєнь та школи — Старий монетний двір (нім. Alte Münze).
Вхід, який веде до Кайзерського двору (нім. Kaiserhof) та Двору з фонтаном (нім. Brunnenhof) «охороняють» дві бронзові скульптури левів. За повір'ям, якщо потерти маленькі голови на щитах обох левів — це має принести щастя.

## Історія та архітектура

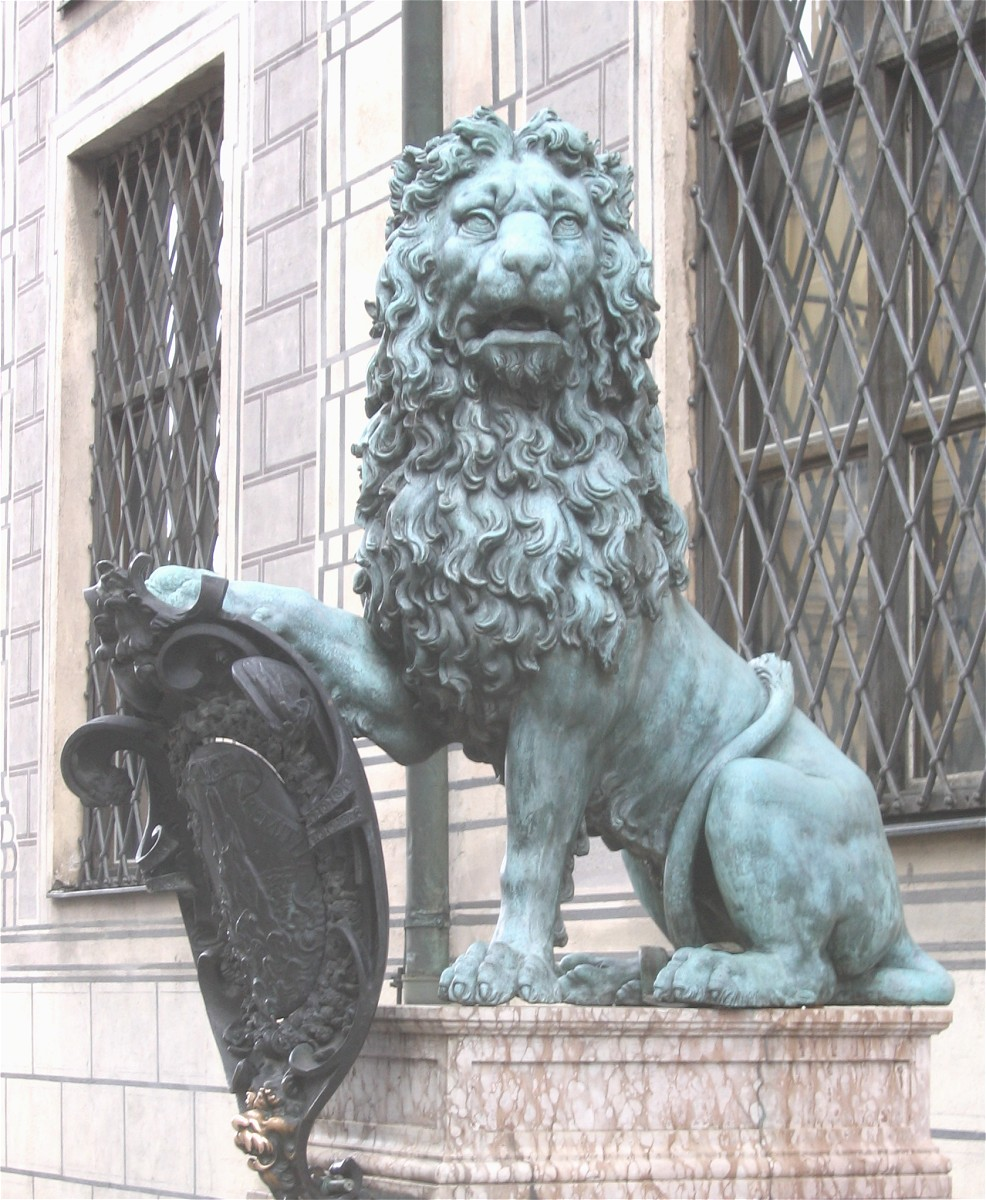
Бронзова скульптура лева зі щитом перед входом до будівлі Старої Резиденції

Перші споруди на місці Мюнхенської Резиденції з'явилися у 1385 році коштом міської громади. Виділення коштів стало санкцією за невдале повстання проти Стефана III (1375—1413) та його молодших братів — Йоганна II та Фридриха. Срібна Башта (нім. Silberturm), як найпотужніший бастіон, височіла поруч з внутрішніми стінами, що захищали замок від міста. Цей міцний замок звався Neuveste («Нойфесте») — «новий замок», або «нова фортеця». Його оточували широкі рови та подвійне кільце стін. Вся ця фортифікаційна група була покликана замінити собою Старий двір (нім. Altenhof), що знаходився в самому центрі тодішнього міста і слугував резиденцією правлячої династії Віттельсбахів. Правителі герцогства, що часто змінювалося за формою та територіальним складом, відчували потребу у такий спосіб захистити себе від часто бунтуючих невдоволених містян з одного боку, та від войовничо налаштованих родичів-сусідів — з іншого боку. Саме це стало причиною побудови замку, який послужив неприступним прихистком, з якого, у разі потреби, можна було легко втекти по сусідніх схилах, у той же час не потрапляючи до самого міста.
Основні стіни готичного ордеру, підвальні приміщення та ходи старої фортеці на сьогодні є найстарішими елементами палацу, що збереглися. Розвиток та розбудова Резиденції впродовж віків проходила не тільки з центральної її частини, Neuveste. На додачу до неї були побудовані кілька інших окремих споруд, та були зведені розширення споруд, що вже існували. Результатом першої такої розбудови стала поява Антикваріуму (нім. Antiquarium). По завершенні більш ніж чотирьох століть розбудови палац набув просто гігантських розмірів і практично замінив собою цілий колишній квартал міста з його казармами, монастирем, будинками та садами. Власне, саме через значний проміжок часу, впродовж якого палац зростав та змінювався, зараз він являє собою суміш архітектурних стилів ренесансу, бароко, рококо та класицизму.

## Стара Резиденція
За наказом герцога Вільгельма IV Баварського (1508—1550) почалося розширення Neuveste — була прибудована так звана Рундштубенбау ( Rundstubenbau) і закладений перший придворний парк. Це поклало початок історії використання Мюнхенської Резиденції як представницького палацу. У парковому павільйоні свого часу висів цикл картин на історичну тематику, до якого певний час входило полотно «Битва Александра при Іссі» відомого німецького художника Альбрехта Альтдорфера.

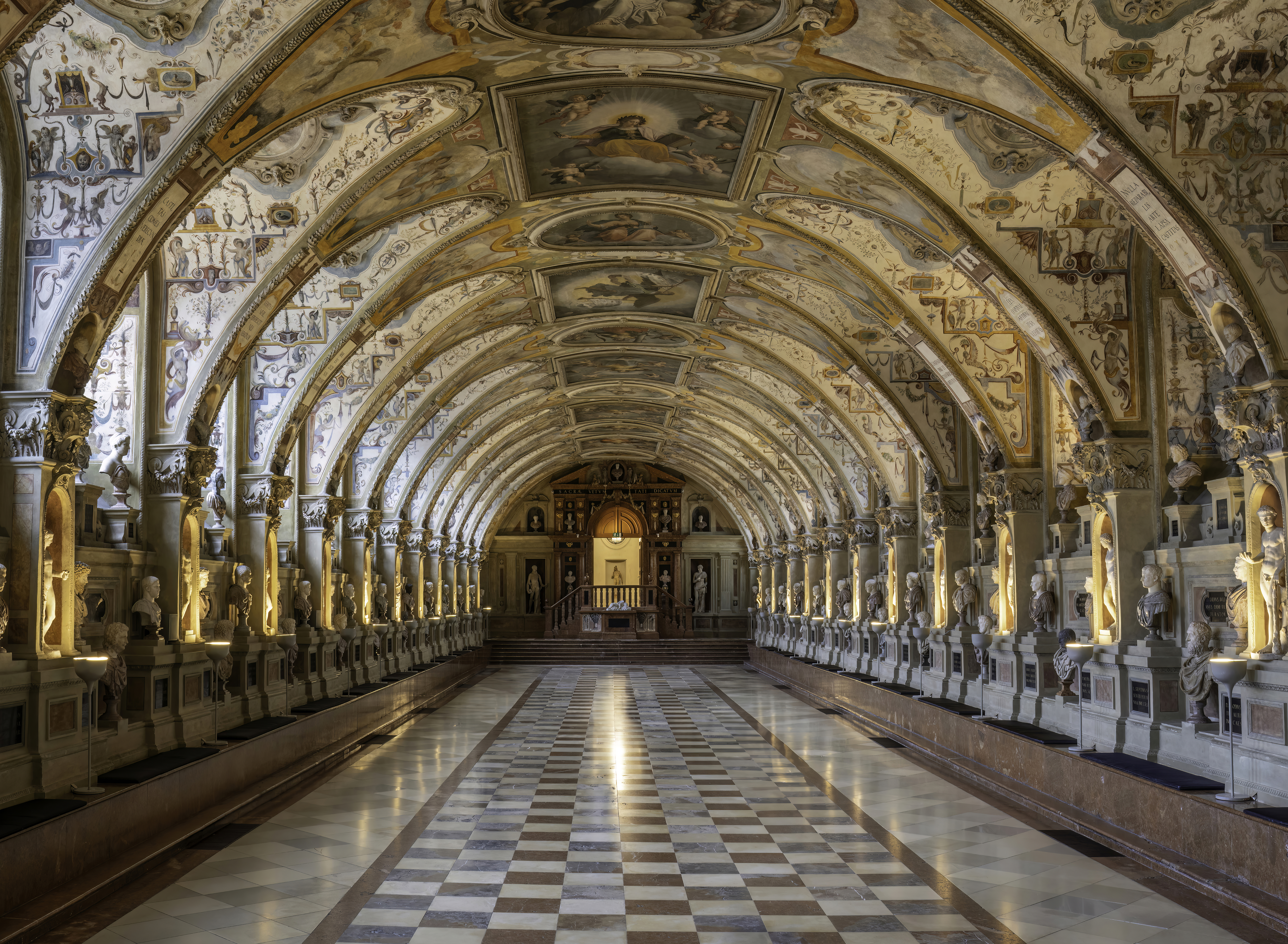
Антикваріум Мюнхенської Резиденції

За часів правління герцога Альберта V Баварського (1550—1579) Вільгельм Еґкль прибудував до бенкетної зали Нойфесте (Зала Св. Георга) у сусідній будівлі колишніх герцогських стаєнь дещо на кшталт виставкової зали. Багато колекцій витворів мистецтва, що зараз експонуються у Мюнхені беруть свої витоки саме звідти. Через брак простору для зберігання та демонстрації обширної колекції скульптур у 1568—1571 архітекторами Симоном Цвітцелем (нім. Simon Zwitzel) та Якопо Страда (нім. Jacopo Strada) було зведено будівлю Антикваріуму. Всередині тодішньої фортеці Нойфесте просто не залишилося вільного місця, тож Антикваріум побудували поза її межами, а Резиденція отримала новий напрям розвитку.
Антикваріум, що зайняв весь перший поверх нової споруди, сьогодні є найбільшою залою у стилі «ренесанс» на північ від Альп, а на другому поверсі тоді знайшла своє місце придворна бібліотека, яка стала основою пізніше створеної Баварської державної бібліотеки.
Наступний герцог, Вільгельм V (1579—1597) спеціально для вдови Альберта V, герцогині Анни, звелів побудувати так зване «Вдовче крило» (нім. Witwenstock), а невдовзі після цього, у 1581—1586 роках, чотири крила будівлі Гроттенгоф (нім. Grottenhof), зодчим якої став Фридрих Сустріс. З південно-східної сторони Антикваріуму близько 1590 року розпочалося зведення Чорної зали. Під наглядом архітектора Сустріса на північ від «Вдовчого крила» того ж року з'явився і «Принців тракт» (нім. Erbprinzentrakt).
За часів герцога (пізніше — курфюрста) Баварського Максиміліана I, у західній частині палацу з'являється названа на його ж честь Максиміліанова Резиденція. До початку XIX століття ця будівля була єдиною, що мала видимий ззовні фасад, який зберігся до сьогодення. Портали Резиденції «охороняються» двома скульптурами левів і скульптурою покровительки Баварії Діви Марії, що знаходиться у одній зі стінних ніш поміж порталів західної сторони комплексу Резиденції. Також Максиміліан заходився перебудовою існуючих споруд та облаштуванням переходів та поєднань між ними. В результаті, Двір з фонтаном — Брунненгоф — який до цього слугував відкритим простором для різноманітних кінних турнірів став закритим.
На внутрішній площині комплексу у 1601—1603 було побудувано двірцеву капеллу (Hofkapelle) та приватні покої герцога та герцогині. Багато оздоблена мармуром та мармуровою мозаїчною штукатуркою (така техніка оздоблення зветься скальола) капелла слугували родині герцога приватною церквою. Крім того, у 1612 році Максиміліан I звелів прибрати геть значні частини західних та південних крил старої фортеці Нойфесте та Срібної Башти.
В період з 1611 по 1619 роки у північній частині Кайзерського (або Імператорського) двору (нім. Kaiserhof) було побудоване так зване гостьове крило з пишними кімнатами, залами та парадними Кайзерськими сходами. Цей архітектурний витвір задокументував високі політичні амбіції та прагнення Максиміліана I. Створені під керівництвом архітекторів Ганса Крумппера та Гайнріха Шьона численні покої, кімнати, зали і інші архітектурні форми, ілюструють не лише світогляд Максиміліана I, але і своїми величними і коштовними дверима, стелями, стінами, а також шикарними фресками та гобеленах, що їх прикрашали, являють яскравий приклад архітектури початку XVII століття. Будівничий спадок Максиміліана дозволив його нащадкам, що, вочевидь, задовольнялися помірнішими архітектурними формами, не задумуватися про розбудову палацу аж до XIX століття, опікуючись переважно внутрішнім декором, та набагато меншими за розміром творіннями — Зеленою галерею (1730) чи придворним театром (1751).

## Внутрішні двори палацу
Загалом у великому палацовому комплексі Мюнхенської Резиденції налічується десять внутрішніх дворів.

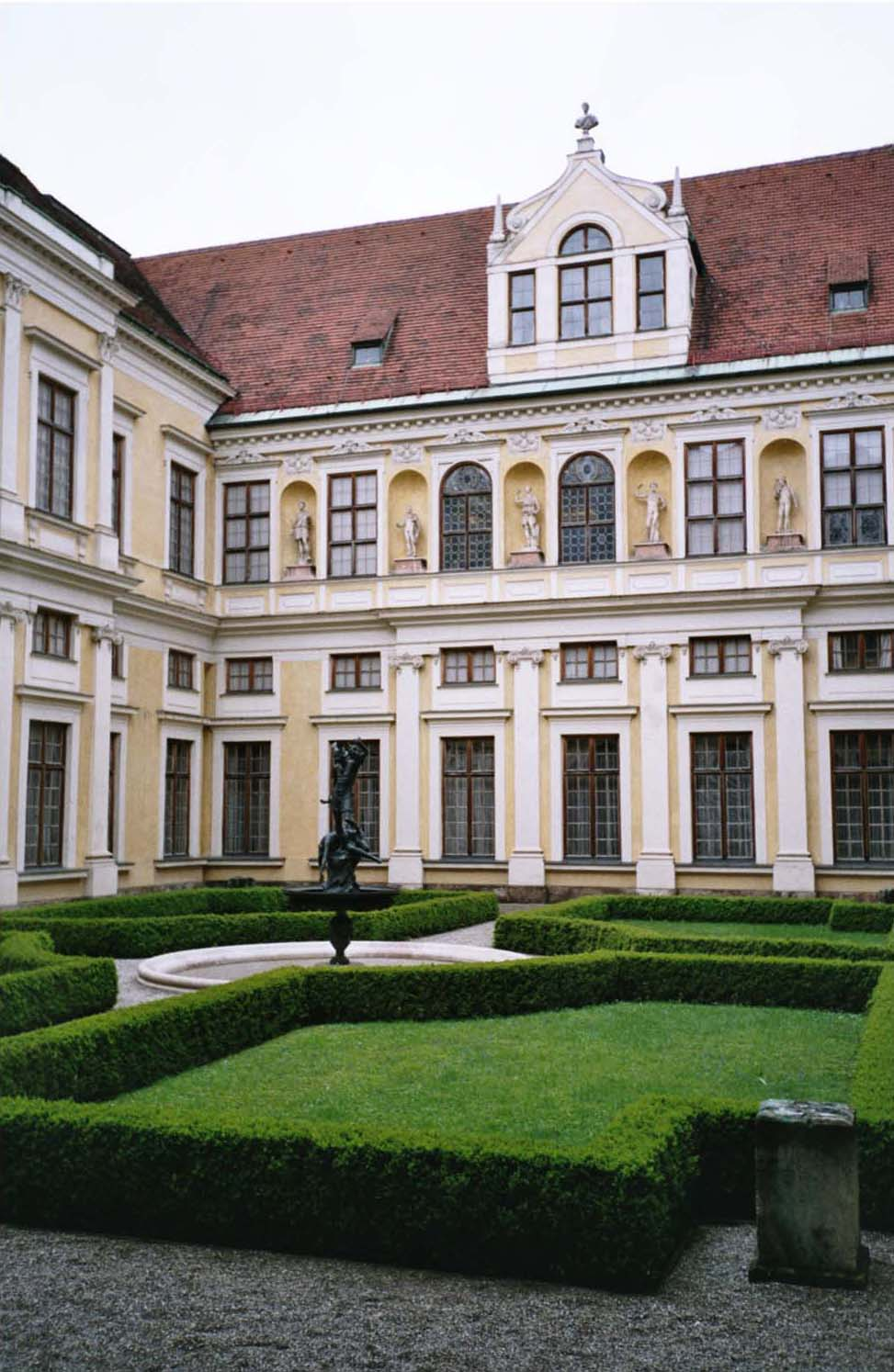
Гроттенгоф та фонтан «Персей» (1581—1586)

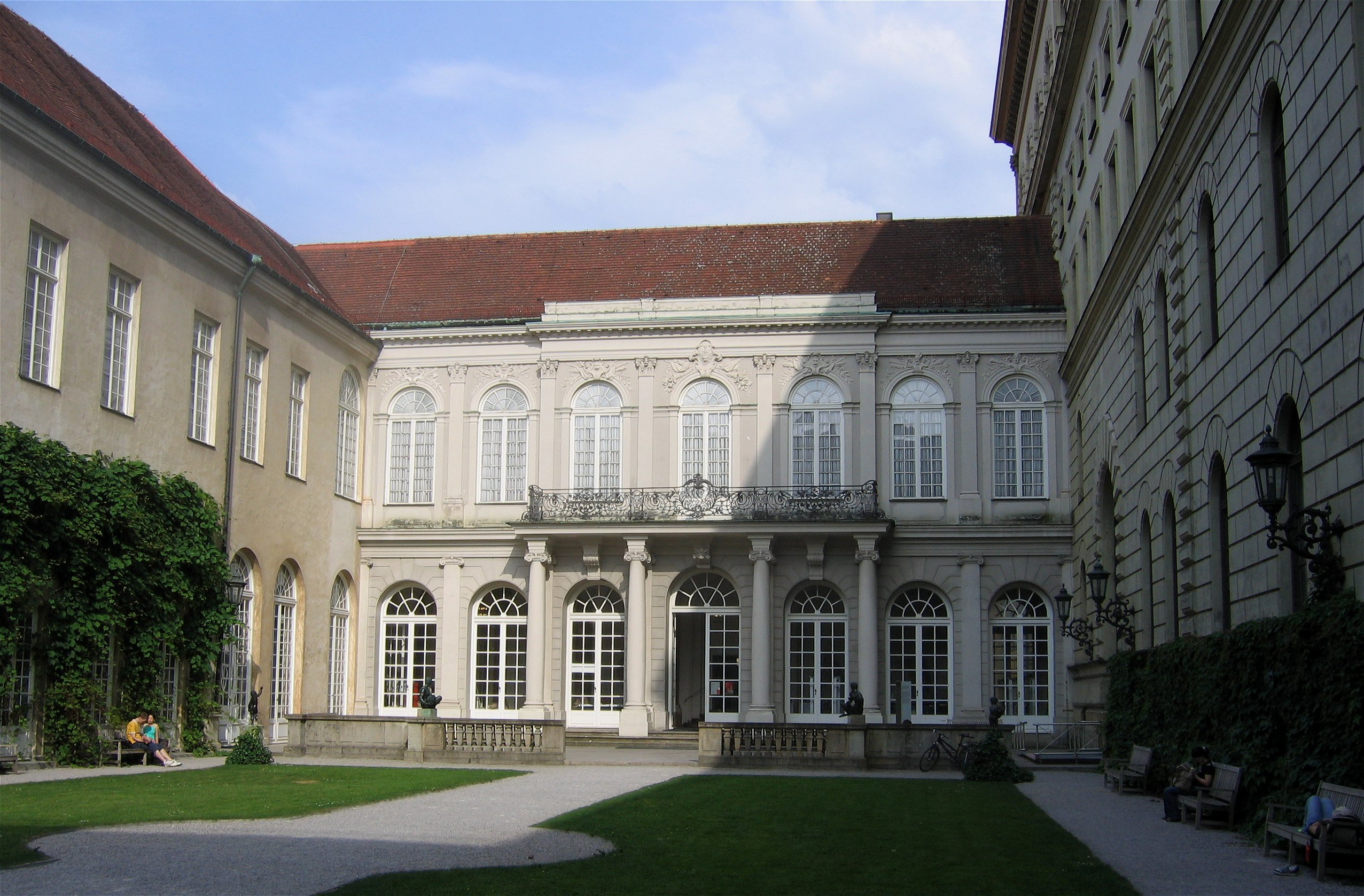
Двір при Королівських покоях (Königsbauhof)

- Двір з гротом (нім. Grottenhof) з фонтаном «Персей» було побудовано у 1581—1586 роках за каденції Вільгельма V (1579—1597) придворним архітектором Фридрихом Сустрісом. Назва двору походить від невеличкого гроту, що знаходився на західному фасаді Антикваріуму.

- Восьмикутовий Двір з фонтаном — Брунненгоф (нім. Brunnenhof) — бере свою назву від зведеного у цьому дворі 1610 року великого фонтану Віттельсбахів (нім. Wittelsbacherbrunnen). Створені скульптором Губертом Гергардом і зібрані разом у дворі статуї (алегоричні фігури чотирьох основних баварських річок — Дунай, Лех, Інн та Ізар), а також пам'ятник Оттону Баварському, ймовірно, початково призначалися для інших цілей.

- Кайзерський (також — Імператорський) двір з усіх боків оточують різні будівлі, на чолі з годинниковою баштою, що були зведені між 1612 та 1618 роками, також під час правління Максиміліана I. Цей двір, як і Двір з фонтаном, декоровано оптичними ілюзіями на фасаді, подібними до тих, що існують на фасаді Старої Резиденції.

- Двір при Королівських покоях (нім. Königsbauhof) побудований на місці колишнього саду, замість якого у 1731—1733 архітектором Франсуа Кювільє Старшим зведено Зелену галерею (нім. Grüne Galerie) з фасадом у стилі рококо.

Інші двори мають назви: Капеленгоф (двір при капелі — нім. Kapellenhof), великий Аптечний двір (нім. Apothekenhof), розташований за будівлею Фестзаальбау, Малий пороховий двір (нім. Puderhöfchen), Кухонний двір (нім. Küchenhof), Кабінетний сад (нім. Kabinettsgarten), і нарешті — Декоративний двір, або двір Коміте (нім. Zierhöfchen).

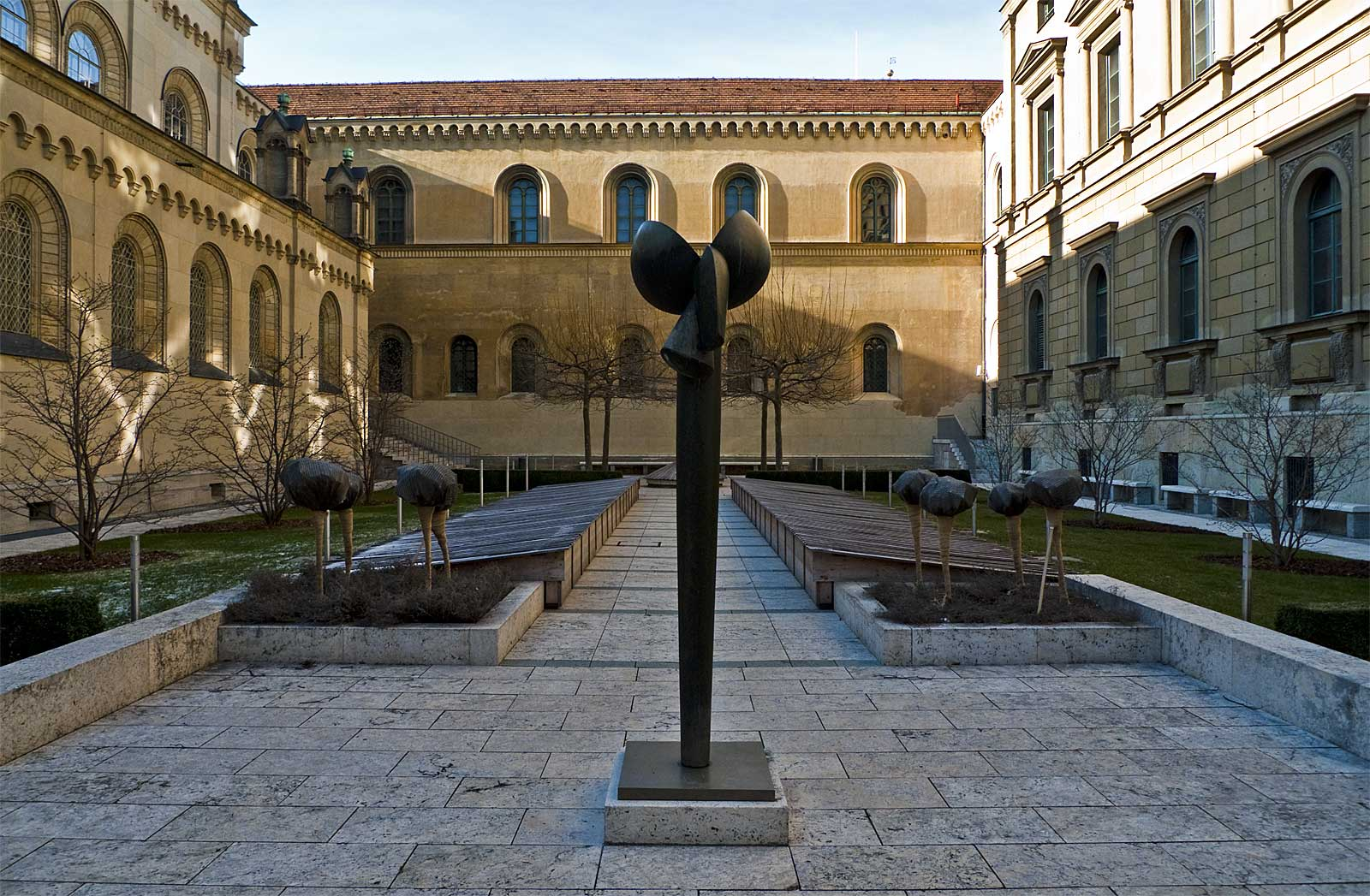
Кабінетний сад із сучасною скульптурою Flora III (скульптор: Фріц Кьоніг)
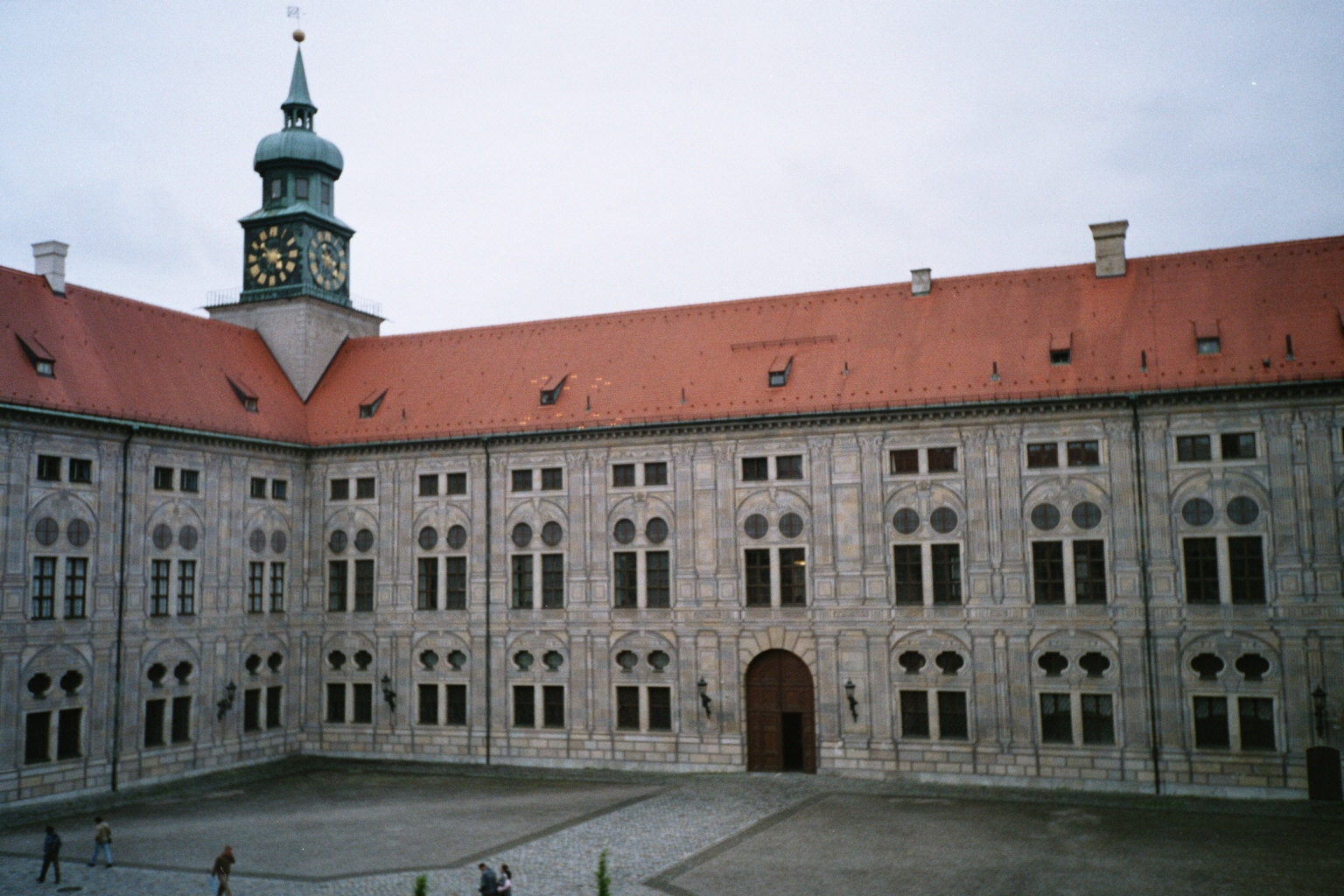
Фрагмент Кайзерського двору з годинниковою баштою
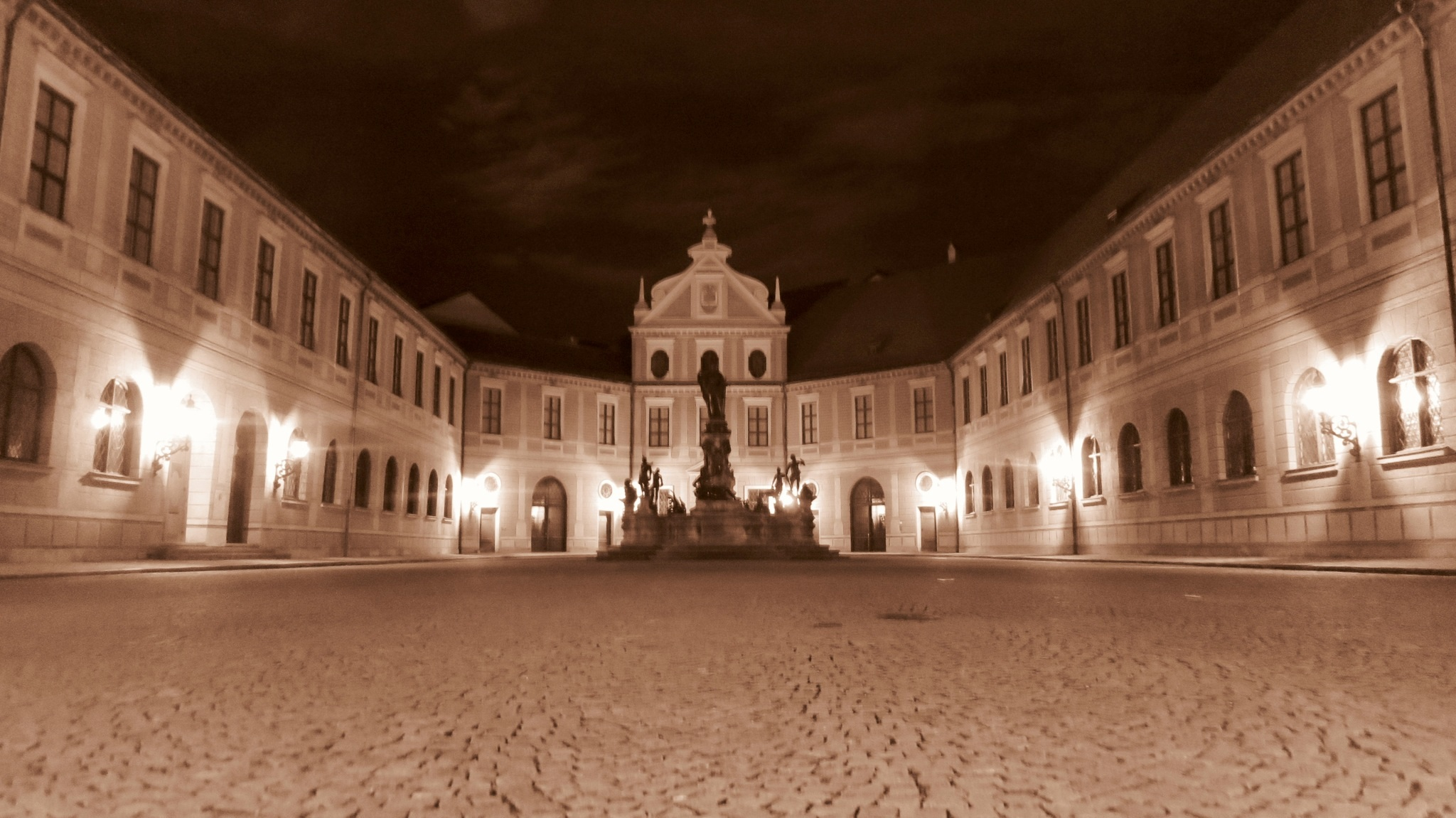
Вид на Аптечний двір